# Plum Creek (Souris River)
Der Plum Creek ist ein 53 km langer linker Nebenfluss des Souris River im Süden der kanadischen Provinz Manitoba.

## Verlauf
Der Plum Creek weist zahlreiche Flussschlingen auf. Er bildet den Abfluss der sogenannten „Plum Lakes“, ein Feuchtgebiet, das im Wesentlichen sein Wasser vom nördlich gelegenen Oak Lake erhält, dessen Abfluss vom Oak Lake Dam reguliert wird. Der Plum Creek fließt in östlicher Richtung durch eine von Agrarflächen und Sumpfgebieten geprägte Landschaft. Die Provincial Road 254 kreuzt den Flusslauf etwa 2 km unterhalb der Plum Lakes. Der Provincial Trunk Highway 21 kreuzt den Flusslauf bei Flusskilometer 33, der Provincial Trunk Highway 2 3,3 km oberhalb der Mündung. Anschließend durchquert der Plum Creek das Stadtgebiet von Souris und mündet schließlich in den Souris River. Oberhalb von Flusskilometer 33 wurde der Fluss an mehreren Stellen offenbar kanalisiert und verläuft an den betroffenen Abschnitten schnurgerade. Das Einzugsgebiet des Plum Creek umfasst etwa 5420 km².

## Hydrologie
Am Abflusspegel 05NG007 5 km oberhalb der Mündung wurde zwischen 1957 und 1981 ein mittlerer Abfluss (MQ) von 1,61 m³/s gemessen. Der größte mittlere monatliche Abfluss tritt im Mai mit 5,17 m³/s auf.